# 西班牙海地共和国

西班牙海地共和国国旗

西班牙海地共和国（西班牙語：República del Haití Español），又称西班牙海地独立国，是多米尼加从西班牙独立后建立的第一个政权，存在于1821年—1822年，后该国被海地吞并。首都是圣多明各，总统是何塞·努涅斯·德·卡塞雷斯。